# Oteșani
Oteșani là một xã thuộc hạt Vâlcea, România. Dân số thời điểm năm 2002 là 3055 người.